# Elecciones especiales de Puerto Rico de 1951
Unas elecciones especial tuvo lugar en Puerto Rico en 1951. Estas fueron organizadas para elegir a los delegados que participarían a la Convención Constitucional que tendría lugar el mismo año.